# Wutai

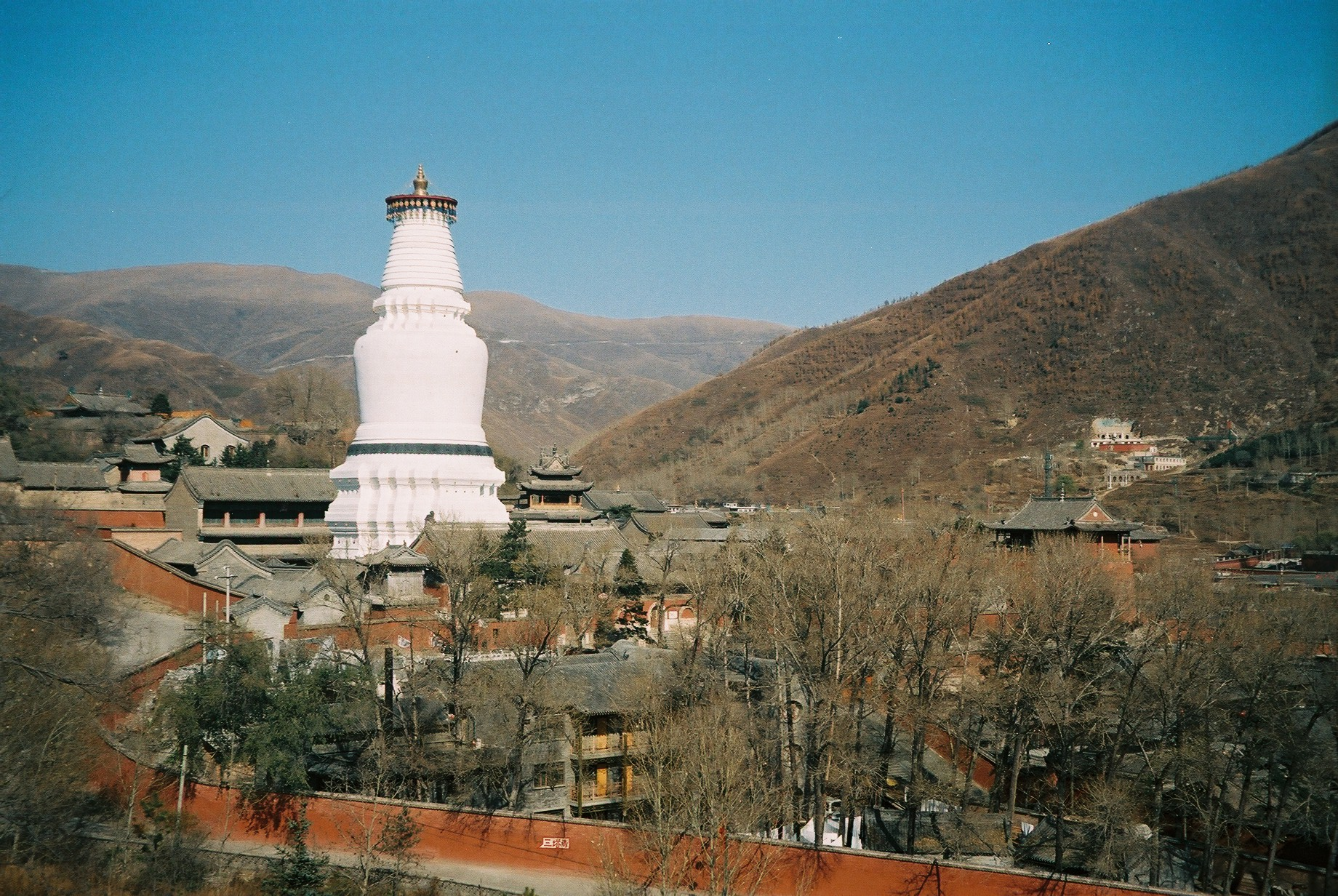
Blick auf die zwischen den fünf Gipfeln des Wutai Shan liegende Ortschaft Taihuai

Wutai (chinesisch 五台县, Pinyin Wǔtái Xiàn) ist ein chinesischer Kreis in der Provinz Shanxi. Er gehört zum Verwaltungsgebiet der bezirksfreien Stadt Xinzhou. Die Fläche beträgt 2.871 Quadratkilometer und die Einwohnerzahl 233.228 (Stand: Zensus 2020). 1999 zählte Wutai 311.994 Einwohner.

## Administrative Gliederung
Der Kreis Wutai setzt sich aus sechs Großgemeinden und dreizehn Gemeinden zusammen. Diese sind:
- Großgemeinde Taicheng 台城镇
- Großgemeinde Taihuai 台怀镇
- Großgemeinde Gengzhen 耿镇镇
- Großgemeinde Doucun 豆村镇
- Großgemeinde Baijiazhuang 白家庄镇
- Großgemeinde Dongye 东冶镇

- Gemeinde Gounan 沟南乡
- Gemeinde Donglei 东雷乡
- Gemeinde Gaohong 高洪口乡
- Gemeinde Menxianshi 门限石乡
- Gemeinde Chenjiazhuang 陈家庄乡
- Gemeinde Jian’an 建安乡
- Gemeinde Shenxi 神西乡
- Gemeinde Jiangfang 蒋坊乡
- Gemeinde Lingjing 灵境乡
- Gemeinde Yangbai 阳白乡
- Gemeinde Rucun 茹村乡
- Gemeinde Shiju 石咀乡
- Gemeinde Jingangku 金岗库乡